# Roknia
Roknia is een gemeente in de provincie Guelma in noord-oost Algerije. 
In een necropolis bij Roknia liggen meer dan 7.000 hunebedden verspreid over een oppervlakte van 2 km. Dit maakt het een belangrijke archeologische vindplaats.